# Schauenburg
Cet article concerne la commune de la Hesse. Pour les autres significations, voir Schauenbourg.
Schauenburg est une municipalité allemande située dans le land de la Hesse et l'arrondissement de Cassel.

## Jumelage
- Semily (Tchéquie) depuis mars 1997[1]